# Poulancre
Le Poulancre est un cours d'eau du département des Côtes-d'Armor, affluent gauche du Blavet, connu pour ses gorges.
Passant à l'est de l'ancienne commune de Mûr-de-Bretagne, le Poulancre traverse les deux seules communes de Saint-Gilles-Vieux-Marché et Guerlédan.

## Géographie

### Description de son cours
Son cours est long de 15,01 km.
Le Poulancre prend sa source sur la commune de Saint-Gilles-Vieux-Marché à 243 m d'altitude. Il coule en direction du sud sur la totalité de son cours, et se jette dans le Blavet au niveau de la section du canal de Nantes à Brest à 75 m d'altitude, sur la commune de Guerlédan.
En aval du bourg de Saint-Gilles-Vieux-Marché et en amont du bourg de Mûr-de-Bretagne, il a creusé des gorges profondes d'une centaine de mètres dans des schistes très durs; roches qui se sont formées il y a 400 millions d'années. Son cours est barré à la hauteur du bourg de Saint-Gilles-Vieux-Marché, donnant ainsi naissance à l'étang de Poulancre.

### Communes et cantons traversés
Dans le seul département des Côtes-d'Armor, le Poulancre traverse les deux seules communes de Saint-Gilles-Vieux-Marché (source) et Guerlédan (confluence).
Soit en termes de cantons, le Poulancre prend source et conflue dans le même canton de Guerlédan, dans l'arrondissement de Saint-Brieuc, et dans l'intercommunalité Loudéac Communauté − Bretagne Centre.

### Bassin versant
Le Poulancre traverse, soi disant, deux zones hydrographiques « le Blavet du Daoulas (NC) au rau de Poulancre (NC) » (J541) et « Le Blavet du rau de Poulancre (C) A rau de Lotavy (C) » (J542),. En additionnant les superficies des deux communes traversées on obtient une surface estimée de 69,7 km2.
Les cours d'eau voisins sont l'Oust (rivière) et le ruisseau de Kersaudy au nord, l'Oust (rivière) au nord-est, la rigole d'Hilvern et l'Oust (rivière) à l'est, le Lotavy (11 km) au sud-est et au sud, le Blavet au sud-ouest, le Blavet et le Canal de Nantes à Brest à l'ouest, et le Daoulas au nord-ouest.

### Organisme gestionnaire
L'organisme gestionnaire est le « syndicat de la vallée du Blavet », initié depuis juillet 1965 .

## Affluents
Le SANDRE recense six affluents du Poulancre d'une longueur égale  ou supérieure à 1 km. D'amont en aval, le Poulancre est grossi par les eaux des cours d'eau suivants :
- ruisseau de Toulhoët (rg[note 5]): 5,9 km avec un affluent  gauche le Puro de l'Eau 3 km, donc de rang de Strahler deux
- ruisseau de Saint-Guen (rg) : 4,57 km
- ruisseau de Pendeulin[note 6] ou ruisseau de Pendelin[note 7] (rg) : 4,17 km

### Rang de Strahler
Donc son rang de Strahler est de trois par le Toulhoët.

## Hydrologie
Son régime hydrologique est dit pluvial océanique.

## Histoire
L'étang de la Martyre, sur un affluent du Poulancre, et l'étang de Poulancre, faisaient partie d'un complexe sidérurgique. Aux XVIIe siècle et XVIIIe siècle des forges y assuraient la fabrication de clous commercialisés dans toute l'Europe.

## Aménagements et écologie

### ZNIEFF's
Trois ZNIEFF sont référencées avec le nom du Poulancre : ZNIEFF 530015601 « Le Poulancre », ZNIEFF 530015602 la « Vallée de Poulancre » et ZNIEFF 530008261 les « Gorges de Poulancre ».

## Galerie

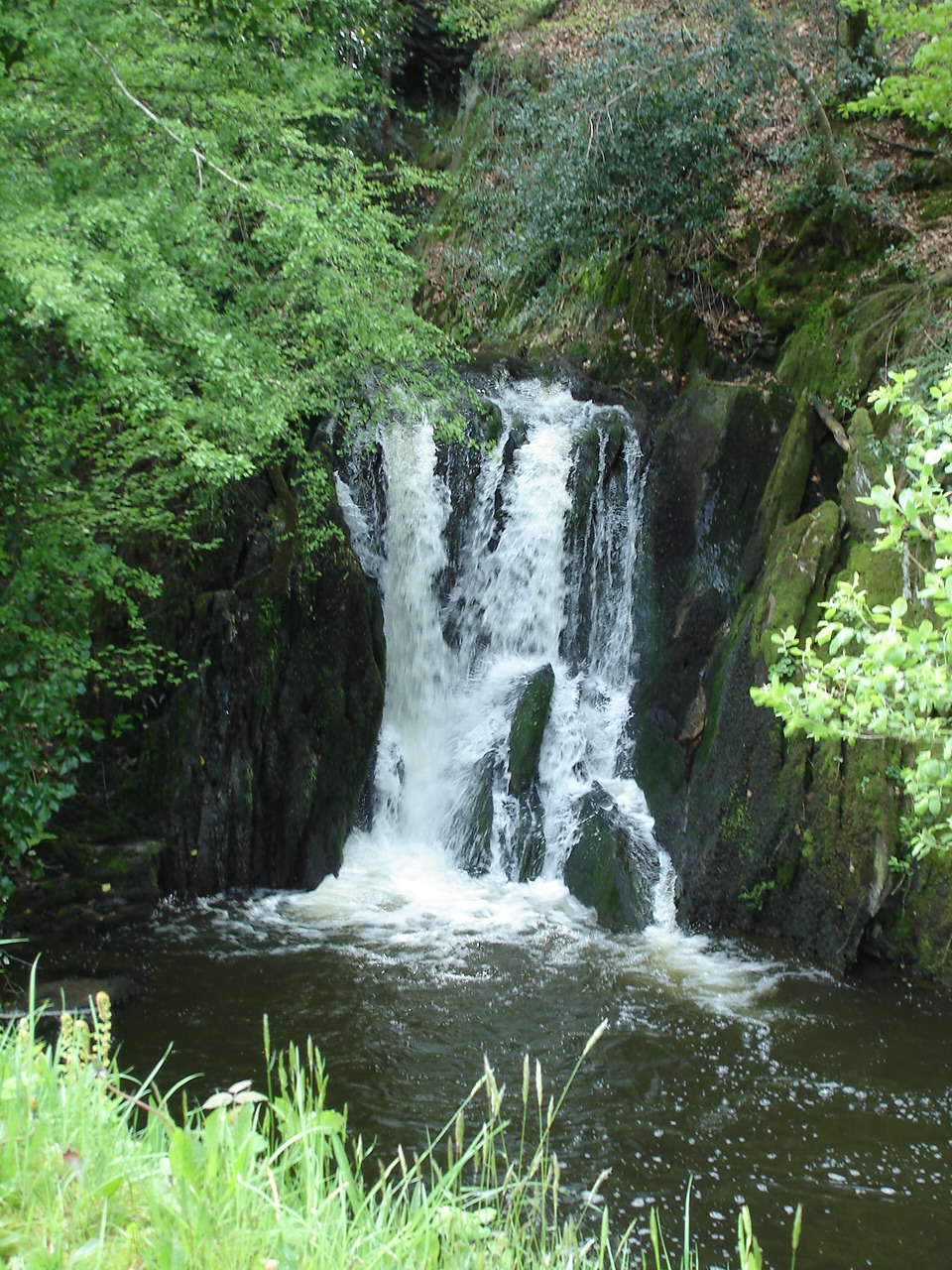
Cascade dans la vallée de Poulancre à Saint-Gilles-Vieux-Marché.
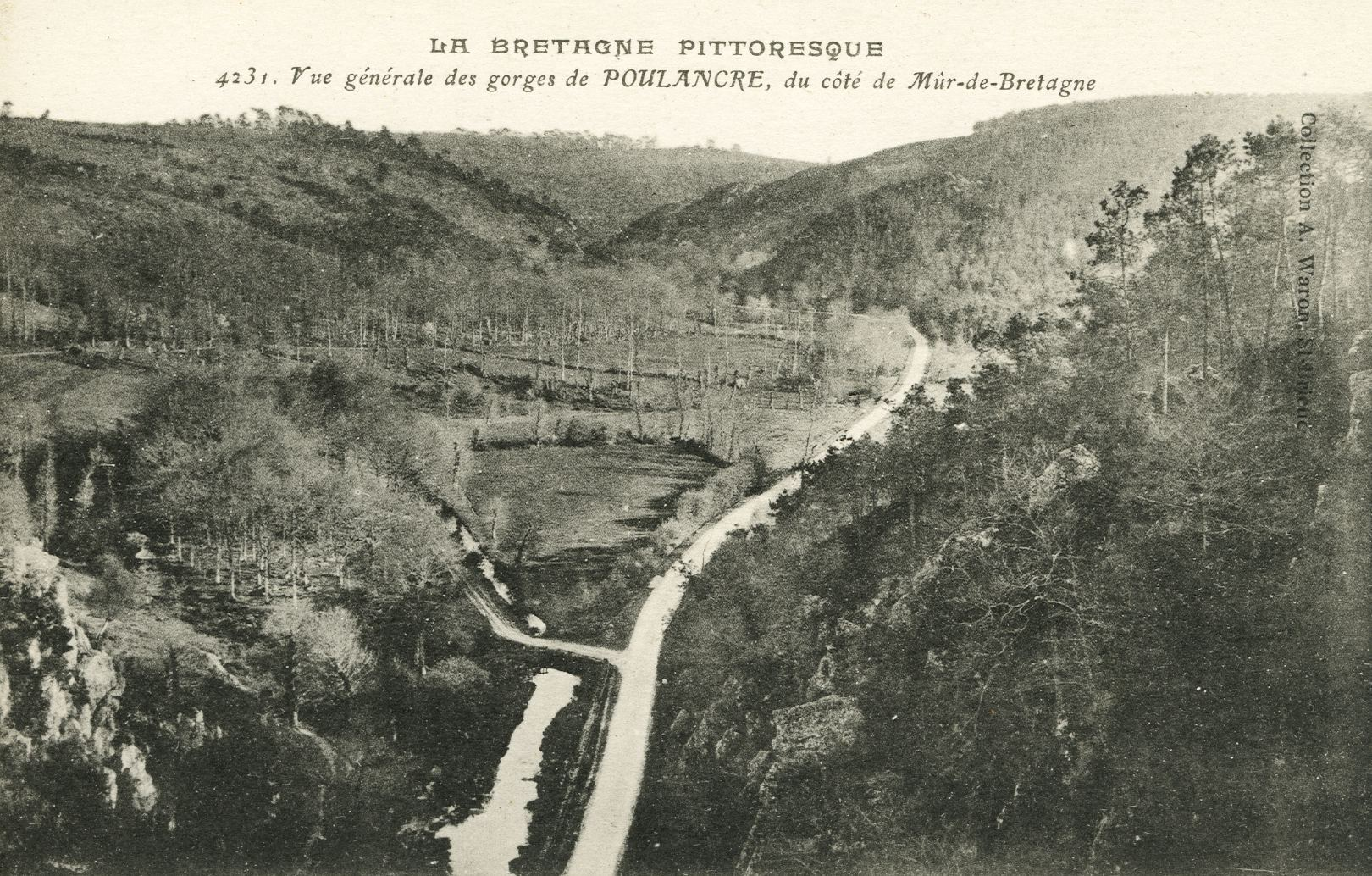
Vue générale des gorges de Poulancre, du côté de Mûr-de-Bretagne vers 1917-1922
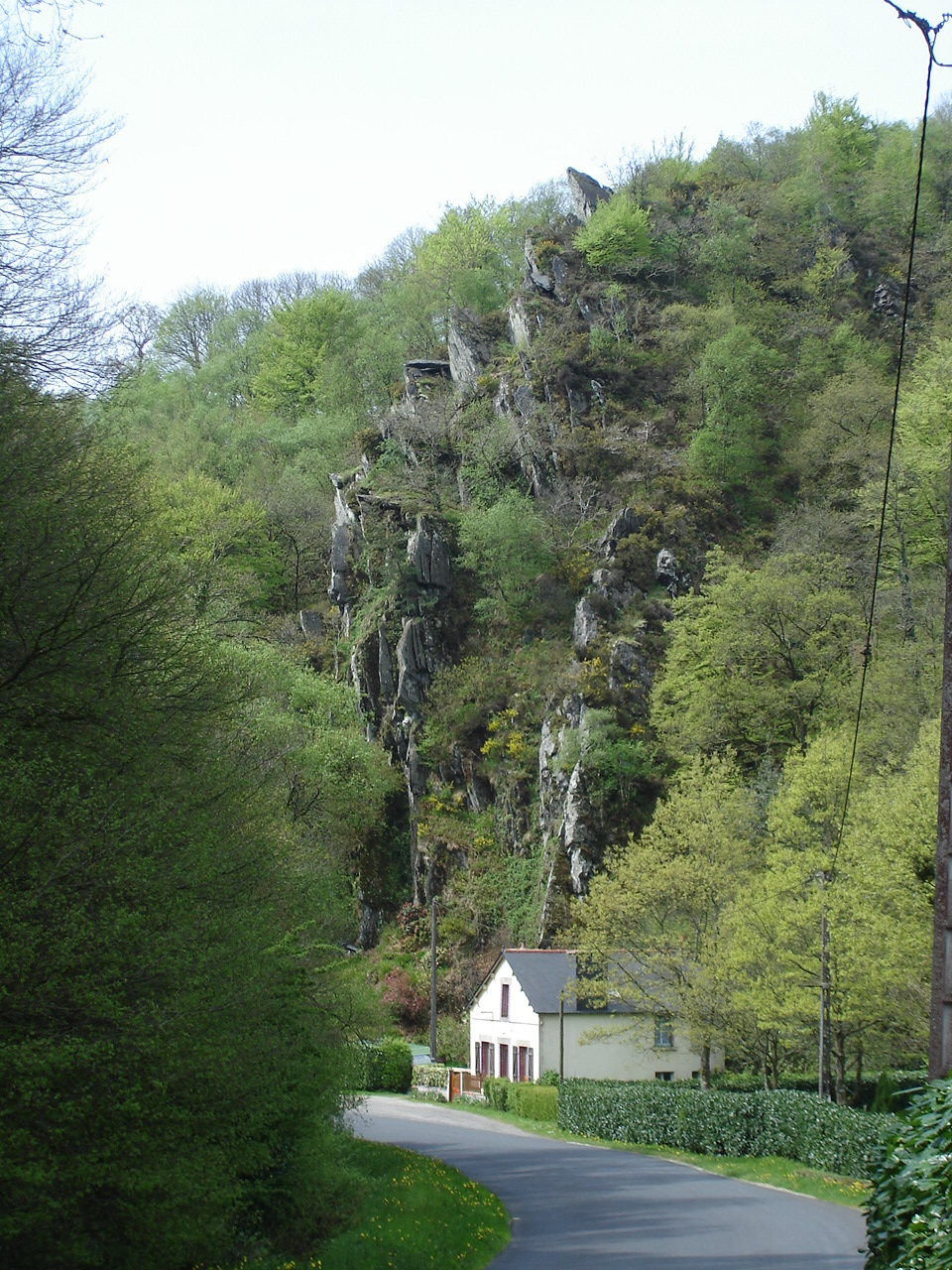
Vallée encaissée du Poulancre à Saint-Gilles-Vieux-Marché.